# District de Jin'an (Lu'an)
Pour les articles homonymes, voir Jin'an.
Le district de Jin'an (金安区 ; pinyin : Jīn'ān Qū) est une subdivision administrative de la province de l'Anhui en Chine. Il est placé sous la juridiction de la ville-préfecture de Lu'an.
Le parc d'attractions  Jinling Happy World se situe dans le district de Jin'an.